# Olof Eneroth
Per Olof Emanuel Eneroth ( 15 de abril de 1825 en Gut Hägersten en "Brannkyra" cerca de Estocolmo – †  21 de mayo de 1881 en Uppsala) fue un autor, director de la Sociedad Sueca de Horticultura y uno de los pomólogos suecos más importantes en el siglo XIX, e ilustrador científico.

## Biografía
Per Olof Emanuel Eneroth era hijo del inspector inmobiliario Olof Eneroth y su esposa Eva Cronlands. A la edad de cuatro años perdió a su padre, que sólo vivió hasta los cincuenta. Después de eso, creció en Södermark junto con su hermana y su abuela en condiciones bastante pobres y asistió a la escuela secundaria en Estocolmo. Durante sus visitas a su madre, a quien se describe como muy educada, aunque recibió poca instrucción en la clase más pobre, Eneroth desarrolló una relación íntima. Ya entonces no pasaba sus vacaciones en la ciudad, sino en el campo, lo que puede ser el motivo de su posterior interés por la naturaleza. Después de la escuela, Eneroth estudió desde 1845 en la Universidad de Uppsala, donde se graduó en 1849 en el examen de candidato filosófico (comparable hoy con una licenciatura). Luego continuó sus estudios hasta que los abandonó por motivos de salud y viajó al sur de Francia, España y Brasil. De 1853 a 1855 completó un aprendizaje como jardinero y al mismo tiempo recibió su doctorado en filosofía. En 1855 realizó un viaje a Alemania para ampliar su formación en paisajismo y cultivo de plantas. De vuelta en Suecia, trabajó como jardinero paisajista. Durante unos meses de jardinería en el castillo de Säfstaholm , conoció a Fredrika Bremersaber, por cuyo consejo solicitó convertirse en jardinero para una empresa en Visby. En las fases depresivas que sufría Eneroth en ese momento, ella le aconsejó que siguiera por este camino para ganarse una reputación como paisajista similar a la del paisajista estadounidense Andrew Jackson Downing, que era amigo suyo. En 1855 viajó al norte de Alemania durante unos meses para estudiar la arquitectura del paisaje local.  Pasó algún tiempo en la academia agrícola de Eldena , sobre la que luego informó en detalle en su libro La horticultura y el arte del embellecimiento natural. Pasó algún tiempo en la academia agrícola de Eldena, sobre la que luego informó en detalle en su libro «Gartenbau und Naturverschönerungskunst »-(La horticultura y el arte del embellecimiento natural). Cuando regresó, también participó activamente en la planificación de nuevos parques basados en nuevos hallazgos. En 1856 visitó el norte de Suecia y Noruega, donde asistió a reuniones en Hamar y Christiania. Desviándose del consejo de Fredrika Bremer, en 1856 solicitó con éxito ser profesor en la "Sociedad Sueca de Horticultura" en Estocolmo, donde fue nombrado director del instituto un año después.

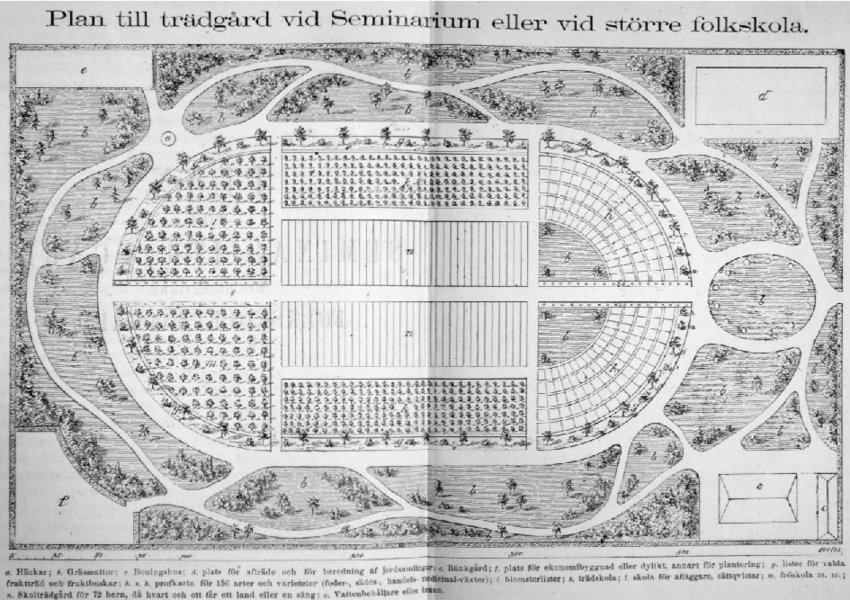
Diseño ideal del jardín de la escuela seminario por Eneroth

Gracias a las subvenciones del gobierno, pudo realizar viajes de estudio a Escocia, Inglaterra y Francia en la primavera de 1857. Durante uno de estos viajes a Alemania en el otoño de 1858, añadió por primera vez a sus estudios estudios de fruticultura. En el mismo año también se convirtió en miembro de la "Real Academia Sueca de Silvicultura y Agricultura". Un año después viajó a Holanda y Bélgica. En 1862 y 1863 realizó estudios pomológicos en las partes sur y central de su Suecia natal. Continuó esto en 1864 durante un viaje a Alemania. Tuvo que cancelar el viaje a Suiza que tenía planeado en 1866 a causa de su delicada salud. En 1868 estaba de vuelta en Dinamarca y Noruega. Él mismo dijo de estos viajes en la década de 1860 que no solo se realizaron por interés pomológico, sino también para estudiar "el país y su gente".
También tuvo la oportunidad de viajar porque renunció como director del instituto de horticultura en 1861 y luego trabajó como arquitecto paisajista y pomólogo independiente y entre 1863 y 1869 escribió su obra en cuatro volúmenes sobre la educación escolar. Como horticultor, diseñó varios parques, muy inspirados en los parques y jardines ingleses. En fruticultura, buscó encontrar tanto las mejores variedades autóctonas como las importadas para aclimatar al duro clima nórdico. Su selección consciente resultó en mayores rendimientos para los productores.
En la década de 1870, Eneroth recibió una pensión de la Academia de Agricultura. Su salud siguió deteriorándose. En 1976 estipuló en su testamento que su patrimonio se destinaría a una fundación para establecer una cátedra con los intereses de sus bienes. En 1937 David Katz fue el primero en ocupar la cátedra dotada que existe hasta el día de hoy (2014). Eneroth murió en Uppsala en 1881.

## Honores
- 1858: Miembro de la Real Academia Sueca de Silvicultura y Agricultura.[5]
- 1860: Caballero de la Orden Vasa.[5]
- Miembro de la "Sociedad de las Ciencias" de Gotemburgo.[5]
- Gran medalla de oro de la "Real Academia Sueca de Silvicultura y Agricultura"[5]